# Nioro
Nioro (actualment Nioro du Sahel és una vila de Mali, capital del cercle del mateix nom a la regió de Kayes, prop de la frontera amb Mauritània. Té uns 60.000 habitants.

## Història
Fou fundada el 1240 per Beydari Tamboura, un diawando. La vila fou dependència del regne de Diarra i després es va engrandir amb emigrants que venien de la part alta del riu Senegal i de terres a l'est i sud de la vila. Una gran onada d'emigrants bambares massassis va arribar el 1754 després de la conquesta del seu regne pels bambares de Segu. Fou capital durant dos períodes diferents del regne bambara de Kaarta, vers 1755 a 1770 i de 1847 a 1854. Vegeu Kaarta.
El 1854 fou conquerida per al-Hadjdj Umar que el 1856 hi va construir una mesquita. Fou el centre del moviment hammallita, format pel shaykh Hammallah de la confraria sufita tidjane. Els hammallites es van distingir per la seva oposició a la colonització. Hammallah fou deportat per les autoritats colonials a França on va morir el 1942.
Per la ciutat capital del regne del Rip, vegeu Nioro del Rip.